# ریور اسکیرفر
ریور اسکیرفر (به انگلیسی: River Skirfare) رودخانه‌ای است که در انگلستان جریان دارد.